# ساكن المشائخ (تبن)

تعديل مصدري - تعديل

ساكن المشائخ هي إحدى قرى عزلة الحوطة بمديرية تبن التابعة لمحافظة لحج، بلغ تعداد سكانها 149 نسمة حسب تعداد اليمن لعام 2004.